# آنته چدو مارتینیچ
آنته چدو مارتینیچ (کرواتی: Ante Čedo Martinić؛ ۲۷ ژانویهٔ ۱۹۶۰ – ۲۷ دسامبر ۲۰۱۱) بازیگر، بازیگر سینما، بازیگر تئاتر، و بازیگر تلویزیون اهل کرواسی بود. وی بین سال‌های ۱۹۸۷ تا ۲۰۱۱ میلادی فعالیت می‌کرد.